# Manuel Pando Fernández de Pinedo
Manuel Pando Fernández de Pinedo (Madrid, 22 de desembre de 1792 - 20 de febrer de 1872) va ser un polític, diplomàtic i historiador espanyol, marquès de Miraflores i de Pontejos, comte de Villapaterna i de la Ventosa, senyor de Villargarcía de la Pineda i de Miraflores, cavaller de l'Orde del Toisó d'Or, cavaller gran creu de l'Orde de Carles III, cavaller de la Legió d'Honor francesa i de l'Orde de Crist portuguesa.

## Vida

### Joventut
El Marquès era el segon fill de l'influent biscaí Carlos Pando y Álava, que formava part de la camarilla del futur Ferran VII d'Espanya. Als nou anys va ser patge del rei Carles IV, però en morir el seu germà gren va esdevenir l'hereu del títol i del majorat familiar. De jove es va dedicar a l'estudi de l'agricultura i la indústria, creant un gran establiment agrícola a Daimiel, (Ciudad Real).
Durant la Guerra del francès va participar en l'aixecament del 2 de maig de 1808. Posteriorment tota la família va haver de fugir de Madrid a Cadis, ja que el seu pare havia estat escollit alcalde constitucional de Madrid entre 1812 i 1813, durant l'ocupació francesa.
En 1814 va contreure matrimoni amb Vicenta Moñino y Pontejos, comtessa de Floridablanca, neboda del ministre de Carles III. Amb la pujada al tron de Ferran VII, el seu oncle l'infant Antoni li va sol·licitar consell, escrivint l'anomenat Memorial de Miraflores. En aquest document donava quatre recomanacions al Rei:
- No acceptar la Constitució de 1812, ja que no hi va participar en la seva redacció.
- Convocar Corts immediatament.
- Unir a tots els polítics lleials a la Corona, sense oblidar ningú.
- Realitzar un amnistia general de delictes polítics.

En 1820, com a part de la Milícia Nacional, va participar en diverses accions amb el general Rafael Riego, retirant-se en 1822, i evitant les persecucions de l'anomenada Dècada Ominosa (1823 – 1833).

### Carrera política
Reapareix el 31 de desembre de 1832, prenent partit per la regent María Cristina i la futura Isabel II. En 1834 va començar la seva carrera diplomàtica, en ser nomenat ministre plenipotenciari a Londres. El seu major assoliment va ser la signatura de la Quàdruple Aliança, entre Espanya, el Regne Unit, França i Portugal per la qual la causa isabelina va obtenir el suport de dues grans potències europees enfront de les potències absolutistes (Rússia, Àustria i Prússia), obertes partidàries del pretendent Carles Maria Isidro.
Durant la vigència de l'Estatut Reial (1834 a 1836) Miraflores va ser Pròcer del Regne. Però en 1836, en restablir-se la Constitució de Cadis arran del Motí de la Granja, s'exilià a França.
El seu següent objectiu va ser treballar per acabar amb la guerra carlista. Va tornar a Espanya com a senador en 1838, va jurar la nova Constitució i va intervenir en el Conveni de Vergara. Aquest mateix any va ser nomenat ambaixador a París i va acudir com a ambaixador extraordinari a la coronació de la reina Victòria, càrrecs que va deixar en ser nomenat regent Espartero. Va retornar amb posterioritat a l'activitat política, com a diputat per Barcelona en 1843.
La seva carrera política va culminar en ser nomenat President del Consell de Ministres el 12 de febrer de 1846. La situació d'Espanya era molt greu, i hi havia tres problemes inajornables: les noces d'Isabel II, les relacions amb la Santa Seu, i el reconeixement d'Isabel com a legítima reina d'Espanya per part de Rússia, Àustria i Prússia. El va acompanyar al govern Francisco Javier de Istúriz com a ministre de la Governació.
El seu programa va intentar plasmar el seu ideari polític. En el parlamentari va buscar la legalitat, proposant el diàleg amb els dissidents, la conciliació, i la moralitat mitjançant una administració honesta. Però el veure's supeditat al general Narváez, i els manejos de la regent Maria Cristina per lucrar-se van provocar la dimissió del marquès en favor del mateix Narváez.
Va passar, doncs, a ocupar la Presidència del Senat (1845 - 1852). Després de les noces de la reina Isabel II amb Francesc d'Assís, i a causa de la seva elevada moralitat i discreció, el Marquès va rebre el càrrec de Governador de Palau, centrant-se a sanejar-ne l'administració.
Durant la presidència de Bravo Murillo (1851), Miraflores va ocupar el ministeri d'Estat. Per la seva intervenció, es va aconseguir el suport d'Anglaterra i França, que amb els seus vaixells van defensar Cuba de les ambicionis imperialistes dels Estats Units. El 2 de maig de 1863, la reina Isabel li va encarregar formar govern, recolzant-se en el Marquès de l'Havana, com a ministre de Guerra, i Francesc de Mata i d'Alòs, com a ministre de Marina. Després de cessar el 17 de gener de 1864, novament va passar a ocupar la Presidència del Senat (1866 - 1867).
A nivell professional van destacar els seus treballs sobre història política d'Espanya en el segle xix; va ser escollit membre de la Reial Acadèmia de la Història el 5 de juliol de 1850.

## Obres
- Apuntes histórico-críticos para escribir la historia de la revolución de España, desde el año 1820 hasta 1823 (1834).
- Documentos a los que se hace referencia en los apuntes histórico-críticos sobre la Revolución de España (1834).
- Memorias para escribir la historia contemporánea de los siete primeros años del reinado de Isabel II. (1843)
- Luis Felipe de Orleans, último Rey de los franceses y su época (1851).
- Pedro Téllez Girón, Príncipe de Anglona (1851).
- De la reforma de la Constitución de 1845 verificada en 1857 y del Proyecto de Ley proponiendo la supresión de sus artículos 18 y 28 de aquella reforma (1864).
- Vida política del marqués de Miraflores, escrita por él mismo (1865).
- España antes y después de 1833. (1868)
- Francisco Javier Istúriz y Montero (1871).